# 夏山学校
夏山学校（英語：Summerhill School）位于英国英格兰萨福克郡，一所民主学校，另类学校，以生活公约和自主学习取代威权体制教育中的校规。完全不由成人安排任何课程，一切的教育以学习者为出发点。始建于1921年，由A·S·尼尔创办，从历史上看，英国政府和它的关系并不融洽，现在一项报告显示，它们之间的关系正朝着积极的方向发展。美国的瑟谷学校在1968年建立，借鉴了夏山学校，但是更加激进。

## 历史
1921年，夏山学校建立于德国德累斯顿，创立人是教育家A·S·尼尔，由于他对德国当时纳粹和极右势力的清晰认知，便把学校搬迁到了奥地利的下奧地利州，奥地利当时也弥漫着极右气氛和纳粹。
1923年，学校再次搬迁到英国的英格兰。
1927年，学校搬迁到萨福克郡，第二次世界大战期间，学校停止授课，被当做英国军营。
1973年，尼尔去世后，他的妻子艾娜负责学校的继续运营，直到1985年。
现在，学校可以招收寄宿生和走读生，包括初级中学和高级中学的课程，现在学校由尼尔的女儿佐伊·尼尔·瑞德赫德负责运营。
尽管学校正式成立是1927年，但是约定俗成的说法是1921年。

## 夏山的哲学
夏山指出，儿童的学习在不受胁迫的自由状态最好。所有课程都是可选的，学生可以自由选择用什么时间做什么。尼尔相信“一个孩子应依据自己的意愿生活 - 而不是按照焦虑的父母和自以为是的教育专家认为的那样”。
除了自由自己的时间，学生还可以参加学校的自治会议。会议每周三次，学生和工作人员都拥有平等的发言权，讨论问题，并创建或改变学校的法律决定，以此影响到他们日常的生活。在这些会议上商定的规则范围广泛——从商定可接受的睡觉时间，到是否允许在周围的游泳池和教室内裸露。所有人有机会在解决的冲突的过程中投票，如决定对盗窃行为罚款（通常支付被盗的金额）。
在创建法律和处理制裁中，一般适用尼尔的格言：“自由不是许可证”（他写的一本书的名称 ），你可以为所欲为，只要不给他人造成损害。因此，你就像你喜欢在学校操场内自由咒骂，但不允许给别人起攻擊性的外号。
夏山学校的运作正是依赖这些重大原则，即民主，平等和自由。

## 解决冲突
在夏山解决冲突的方法主要有两种。

### 监察员
在一审中，人们应该去找监察员解决冲突。监察员由社区较年长的成员组成的委员会选举产生，他们的工作是介入纠纷。一方当事人会去寻找一名监察员，要求监察员立案。通常情况下，申诉专员会警告制造滋扰的人。如果争端非常复杂，监察员必须进行调解。如果冲突不能得到解决，或监察员的警告被忽略，案件会被带到学校会议。
在特殊情况下，会议有时会分配一个专属的“特别监察员”负责照顾受害者。如果一个孩子被一贯欺负，或有语言问题，通常会发生这种情况，（在这种情况下，会英语和问题孩子的语言的双语者，被选为特别监察员。）

### 仲裁庭
仲裁庭是有人打破了学校的规章制度时学校召开的会议。有时仲裁庭会单独召开，有时与立法和司法会议结合召开。这是一个可以通过会议决定的事项。
一个“法庭案件”包括主席“传唤”另一个人或一群人。原告人指出问题，主席询问被告人是否承认罪行，如果他们要辩解，则要传唤证人。如果被告承认罪行，或有可靠的证人陈述书，主席会呼吁结案。否则，再公开讨论。
如果没有明确的证据证明被告人是有罪的（例如，没有被发现的盗窃），会任命“调查委员会”。调查委员会有权搜查嫌疑人和其他人的的房间或储物柜。如果他们能够获得新的证据，他们会将调查的情况带到下次会议。在夏山的小型社群中，几乎所有事都会被一些目击者看到，问题通常会迅速被解决。
一旦确立一个人打破了规则，会议必须提议然后投票决定罚款。打破大多数学校的规章制度，有对应的标准罚款，有相应的判决指引，也可以提出不同的处罚方式。惩罚可以包括会议主席发出的“强烈警告”，罚款，失去特权（例如，不准离开学校，或最后供应午餐）或“工作罚款”（在一个规定的时间捡垃圾或类似造福社区的工作）。在盗窃案件中，通常大部分的小偷会归还被盗窃财务。也有一些罕见的情况下，财物无法归还，在这些情况下，小偷会被给出的更严重的惩罚：被夏山学校的所有人不相信。

## 教育结构
尼尔认为孩子的社会能力发展比他们的学术能力发展更重要，夏山的教学有重要的区别其他的一些做法。在夏山没有“学年”或“固定班级”的概念。相反，孩子们根据他们的能力在给定的主题被安置。一个班级经常有不同年龄的学生，最年轻的学生在13岁或14岁已经取得GCSE证书。这种结构反映儿童应有发展自己的步伐，而不是以满足一定的年龄为标准。
有两间教室，车间和美术室。任何人都可以来到这些教室，在监护下，做几乎任何东西。儿童通常玩他们自己做的木制玩具（通常是剑或枪），学校的很多家具和装饰同样由学生建造。

## 旅舍及照顾服务
在夏山的孩子被放置在五个小组，对应五个不同建筑物，安排一般在学期初由校长决定，理论上，根据年龄分组。在实践中，如果他们一直在等待一个地方时间长了，他们在上组有很多朋友，或他们表现出成熟的特点，年轻的孩子可以优先考虑。
某些学校的规章制度，专属于到某些年龄组，例如，其他组的人不可以骑一个San组儿童的自行车，只允许Shack和Carriage组儿童玩营火。还根据年龄组规定儿童上床睡觉时间。
卧室一般容纳四或五个孩子。

### 宿舍看护
每个人都有一个“宿舍看护”：一名工作人员，其职责是关顾服务。一个宿舍家长的职责包括做收费洗衣，轻伤和疾病治疗，更严重的投诉，他们到医生的诊所或医院，和一般情感支持。根据不同的年龄组，他们也可能告诉他们睡前故事，保持自己的贵重物品的安全，护送进城，他们花自己的零用钱，或他们的代表在会议上发言。

## 语录
“我宁愿夏山产生了快乐的清道夫而不是一个神经质的学者。” -A.S.尼尔